# Kabinett René IV

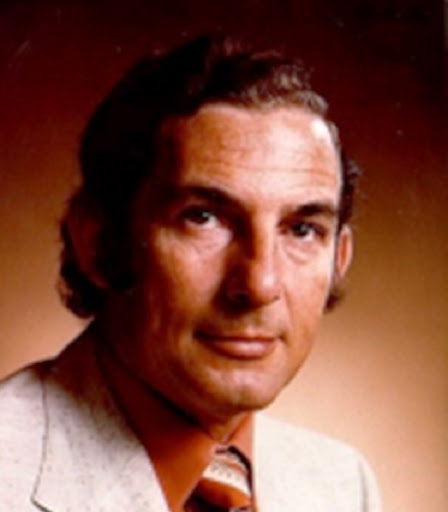
France-Albert René war zwischen 1977 und 2004 Präsident der Seychellen.

Das Kabinett René IV wurde am 11. Juni 1989 auf den Seychellen von France-Albert René von der Fortschrittsfront des seychellischen Volkes SPPF (Seychelles People’s Progressive Front/Front Progressiste du Peuple Seychellois) gebildet. Bei den Präsidentschaftswahlen vom 9. bis 11. Juni 1989 war er einziger Kandidat und wurde mit 37.703 Stimmen (96,1 Prozent) wiedergewählt, während 1.486 Wähler (3,8 Prozent) gegen ihn stimmten. Die Wahlbeteiligung lag bei 91,5 Prozent. Das Kabinett René IV löste das Kabinett René III ab und blieb bis zum 23. Juli 1993 im Amt. Im Anschluss wurde das Kabinett René V gebildet.
Am 24. Juni 1991 schlossen sich fünf Oppositionsparteien auf ihrer Exiltagung zur Vereinigten Demokratischen Bewegung zusammen und forderten Präsidenten René zur Abhaltung eines Referendums über die Einführung eines Mehrparteiensystems auf. Zwischen dem 23. und 26. Juli 1992 fand auf den Seychellen eine Wahl für eine Verfassungskommission statt. Dies waren die ersten Mehrparteienwahlen seit dem Putsch von 1977, bei dem die Progressive Front der Seychellen als Einheitspartei eingesetzt wurde. Die Kommission wurde durch proportionale Vertretung mit einer Schwelle von 5 % gewählt, um einen der 22 Sitze zu gewinnen. Bei diesen Wahlen erhielt die SPPF von Präsident René 24.538 Stimmen (58,4 Prozent) und 14 der 22 Sitze in der Verfassungsgebenden Versammlung, während die Sozialdemokratische Partei SDP (Seychelles Democratic Party) des früheren Präsidenten James Mancham 14.150 Stimmen (33,7 Prozent) und acht Sitze bekam. Andere Parteien wie die Seselwa Party (1.829 Stimmen, 4,4 Prozent), die Partei der Nationalen Allianz (National Alliance Party, 672 Stimmen, 1,6 Prozent), die Bewegung für Demokratie (Seychelles Movement for Democracy, 322 Stimmen, 0,8 Prozent) oder die Nationalpartei (Seychelles National Party, 259 Stimmen, 0,6 Prozent) scheiterten jedoch an der Sperrklausel von fünf Prozent.
Am 15. November 1992 fand auf den Seychellen ein Verfassungsreferendum statt. Obwohl die vorgeschlagene neue Verfassung von 21.965 der Wähler (54,61 Prozent) unterstützt wurde, wurde die für die Annahme erforderliche Schwelle von 60 Prozent nicht erreicht. Anschließend wurde eine zweite Verfassungskommission gebildet und ein zweiter Entwurf im folgenden Jahr einem Referendum unterzogen. Am 18. Juni 1993 fand dieses zweite Verfassungsreferendum statt. Nachdem die neue Verfassung überarbeitet worden war, wurde sie zum zweiten Mal öffentlich zur Abstimmung gestellt und erhielt die Zustimmung von 73,9 Prozent der Wähler.

## Kabinettsmitglieder
Dem Kabinett René IV gehörten zwischen dem 11. Juni 1989 und dem 23. Juli 1993 folgende Mitglieder an:
| Amt | Amtsinhaber                       | Anmerkung / Amtszeit                              |
| --- | --------------------------------- | ------------------------------------------------- |
| Präsident | France-Albert René                | 11. Juni 1989 – 23. Juli 1993                     |
| Minister für Verwaltung und Arbeitskräfte | Joseph Belmont                    | Juni 1989 – Juli 1993                             |
| Minister für Landwirtschaft und Fischerei | Jeremie Bonnelame                 | Juni 1939 – Juli 1993                             |
| Minister für Gemeindeentwicklung | Esme Jumeau                       | Juni 1989 – Juli 1993                             |
| Minister für Verteidigung, Recht und Rechnungsprüfung                                                                                        | France-Albert René                | Juni 1989 – Juli 1993                             |
| Bildungsministerin | Simone Testa                      | Juni 1989 – Juli 1993                             |
| Minister für Beschäftigung und Soziales | William Herminie                  | Juni 1989 – Juli 1993                             |
| Finanzminister August 1992: Minister für Finanzen und Information                                                                            | James Alix Michel                 | Juni 1989 – Juli 1993                             |
| Gesundheitsminister | Ralph Adam                        | Juni 1989 – Dezember 1989 Juni 1990 – Juli 1993   |
| Ministerin für Information, Kultur und Sport August 1992: Minister für Kommunalverwaltung, Kultur und Sport                                  | Sylvette Frichot                  | Juni 1989 – Juli 1993                             |
| Ministerin für Planung und Auswärtige Angelegenheiten Februar 1993: Ministerin für Umwelt, Wirtschaftsplanung und Auswärtige Angelegenheiten | Danielle de St. Jorre             | Juni 1989 – Juli 1993                             |
| Minister für Tourismus und Transport | Jacques Hodoul France-Albert René | Juni 1989 – Februar 1992 Januar 1993 – Juli 1993  |
| Geschäftsführender Direktor der Zentralbank Februar 1992: Gouverneur der Zentralbank                                                         | Guy Morel Aboo Ameruddy           | Juni 1989 – Februar 1992 Februar 1992 – Juli 1993 |

## Hintergrundliteratur
- Seychellen seit 1948, in: Der große Ploetz. Die Enzyklopädie der Weltgeschichte. Vandenhoeck & Ruprecht, Göttingen 2008, ISBN 978-3-525-32008-2, S. 1931 f.